# منتخب لاتفيا لكرة القاعدة
منتخب لاتفيا لكرة القاعدة هو ممثل لاتفيا الرسمي في المنافسات الدولية في كرة القاعدة
.